# Opaka (Bulgarije)
Opaka (Bulgaars: Опака) is een stad in het noordoosten van Bulgarije in de oblast Targovisjte. Het is de hoofdplaats van de gelijknamige gemeente Opaka. Op 31 december 2017 telt het stadje 2.512 inwoners.
De stad Opaka ligt 15 kilometer ten zuiden van de stad Popovo, ongeveer 63 kilometer ten zuiden van de stad Roese en 250 kilometer ten noordoosten van de hoofdstad Sofia.

## Geografie
Het reliëf is relatief heuvelachtig, maar langs de rivier Tsjerni Lom is het vrij vlak. De gemiddelde hoogte varieert tussen de 180 en 200 meter. De gemiddelde jaartemperatuur bedraagt zo'n 10,7°С met warme en droge zomers.

## Gemeente Opaka
De gemeente Opaka bestaat uit de stad Opaka en vijf dorpen. 
| stad Opaka             | град Опака           | Hacı Yürük    | 2.833 |
| dorp Kreptsja          | село Крепча          | Kirepçe köyu  | 1.303 |
| dorp Goljamo Gradisjte | село Голямо Градище  | Örencik köyu  | 1.060 |
| dorp Gartsjinovo       | село Гърчиново       | Gürçinova     | 595   |
| dorp Ljoeblen          | село Люблен          | Dağ Yenı köyu | 474   |
| dorp Gorsko Ablanovo   | село Горско Абланово | -             | 399   |
| gemeente Opaka         | община Опака         | -             | 6.664 |

#### Bevolkingsontwikkeling
De bevolking van de gemeente Opaka is de afgelopen 65 jaar gehalveerd (1946-2011): van zo'n 13 duizend naar zo'n 6.664 inwoners. 
| stad Opaka             | 4.945  | 4.669  | 4.020  | 3.614 | 3.181 | 2.833 |
| dorp Kreptsja          | 1.423  | 1.277  | 1.339  | 1.446 | 1.303 | 1.303 |
| dorp Goljamo Gradisjte | 1.587  | 1.500  | 1.513  | 1.453 | 1.244 | 1.060 |
| dorp Gartsjinovo       | 1.304  | 1.290  | 1.065  | 829   | 719   | 595   |
| dorp Ljoeblen          | 1.832  | 1.500  | 996    | 811   | 679   | 474   |
| dorp Gorsko Ablanovo   | 1.875  | 1.706  | 1.168  | 833   | 660   | 399   |
| gemeente Opaka         | 12.966 | 11.952 | 10.101 | 8.986 | 7.786 | 6.664 |